# Реактор для испытаний компонентов тяжёлой воды
Реактор для испытаний компонентов тяжёлой воды (англ. Heavy Water Components Test Reactor, HWCTR) — экспериментальный ядерный реактор на полигоне Саванна-Ривер в округе Эйкен, Южная Каролина, США. Носил неофициальное название — «Гектор» (Hector).

## История

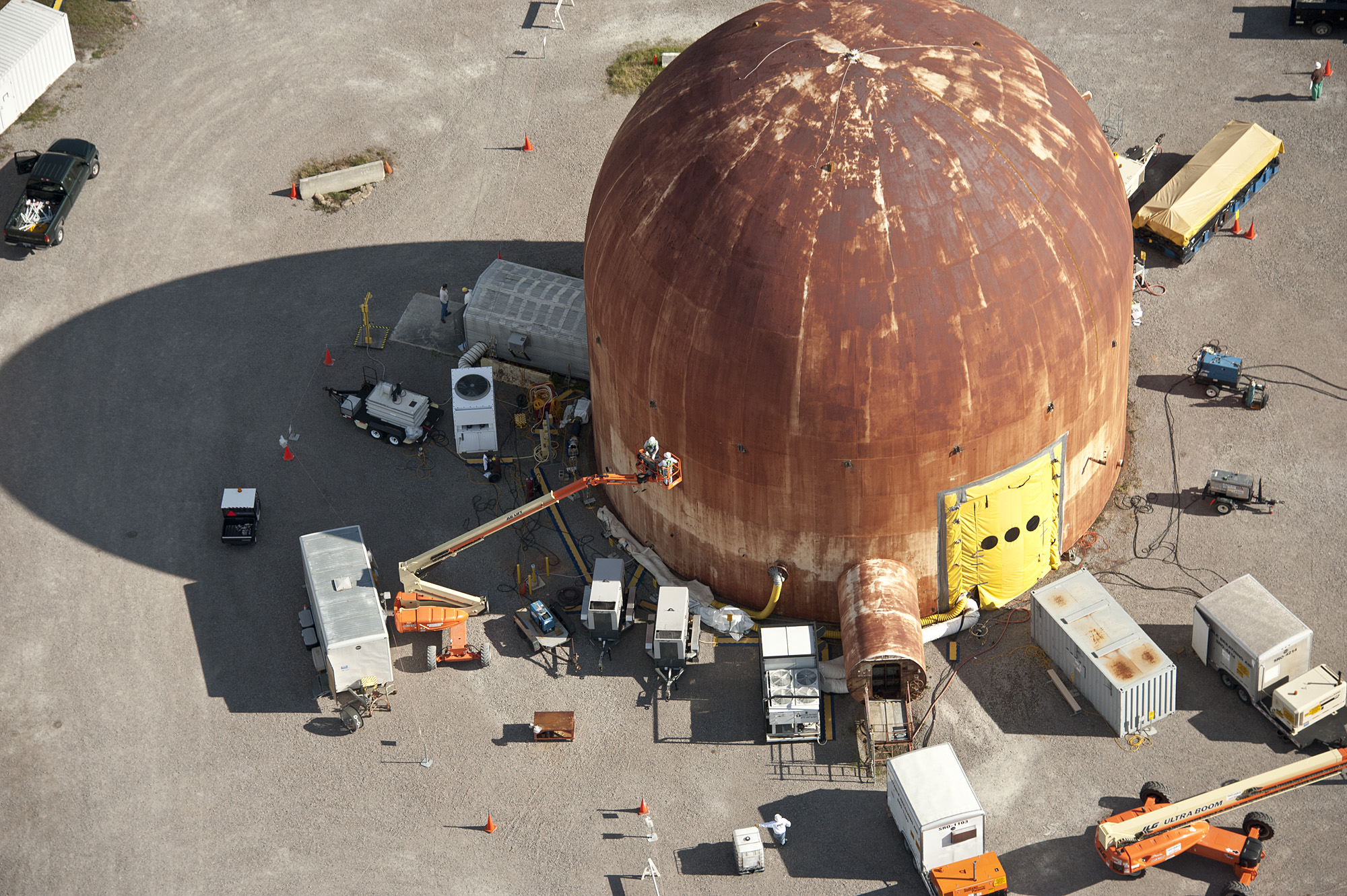
Вывод реактора из эксплуатации

Реактор был построен в 1958 году на временной строительной площадке, которая сейчас называется «Зона Б» ("B" Area). Местонахождение указывается как дом 770-U на пересечении шоссе Savannah River Site "2" и "C". Реактор имеет цилиндрическую конструкцию с полусферическим куполом. Его диаметр 70. футов (21,3 м) при высоте 125 футов (38,1 м). Около 60 футов (18,3 м) находится под землей. Здание было спроектировано так, чтобы выдерживать внутреннее давление 24 фунта на квадратный дюйм (165 кПа). Тепловая мощность реактора составляла 70 МВт.
Реактор был построен для проверки концепции реактора для гражданской энергетики с тяжеловодным замедлением и охлаждением. Испытания проводились с конца 1962 года по декабрь 1964 года. После испытаний реактор не перезапускали. К 1971 году топливо было удалено, и объект был взят под охрану. Все вспомогательные постройки были снесены. Здание реактора законсервировано до окончательного определения его судьбы.
Во время работ по дезактивации реактора в 2010 году была зафиксирована непредвиденно высокая доза радиации при отсоединении кабелей датчика магнитного потока. 2 ноября 2010 г., велись работы по снятию приборов. Из инструментального рукава была изъята одна из трех небольших ионных камер, заполненных гелием. Мощность дозы, превышающая ожидаемую, была зафиксирована приборами, когда из корпуса реактора под нижним осевым экраном вынимали самую нижнюю из трех ионных камер. В результате трое рабочих получили дозы облучения на все тело 2,52 мРЭМ, 2,7 мРЭМ и 5,6 мРЭМ, что соответствует 1,5–3,3 среднесуточным дозам облучения человека в Соединённых Штатах Америки.